# Marco Antônio Petit
Marco Antônio Petit de Castro (Rio de Janeiro, 27 de maio de 1957) é um escritor e ufólogo brasileiro.

## Biografia
Marco Antonio Petit nasceu em maio de 1957, ano que lançamos ao espaço nosso primeiro satélite artificial. Começou a investigar o fenômeno UFO em 1975, apesar de seu interesse pelo assunto vir desde sua infância. Seus trabalhos e conferências, apresentadas inclusive em inúmeros congressos internacionais, deram origem a mais de 150 matérias, ou citações nos principais jornais do país, além de participações, como entrevistado nos mais importantes programas da TV brasileira.
Entre as atividades investigativas do autor estão casos clássicos da Ufologia militar brasileira como a Operação Prato, a Noite Oficial dos UFOs, e o Caso Varginha, que lhe permitiram interagir com altas patentes militares. Foi o responsável pela principal investigação civil em uma área de incidência ufológica já realizada no país, a Serra da Beleza (RJ).
Foi consultor da telenovela O Amor Está no Ar e, para o programa Linha Direta, entrevistou (com Ademar José Gevaerd, editor da revista UFO) o coronel Uyrangê Hollanda sobre a Operação Prato.
Petit é também membro fundador da Comissão Brasileira de Ufólogos (CBU) e um dos responsáveis pela campanha "UFOs: Liberdade de Informação Já", movimento que provocou a abertura de aproximadamente 4.000 páginas de documentos públicos de interesse ufológico.
Escreveu inúmeros artigos para a revista "Planeta" (Editora Três), "Ufologia Nacional e Internacional", "PSI-UFO", antecessoras da revista UFO, da qual foi coeditor até dezembro de 2018, quando resolveu se desligar da publicação, depois de ser o articulista que mais publicou matérias, abrangendo as mais variadas áreas da Ufologia.

## Divulgação sobre o planeta Marte
Em suas palestras, algumas realizadas nos principais eventos ligados à temática ufológica, como os chamados fóruns mundiais, Marco Antônio Petit defende ter realizado várias descobertas nas imagens liberadas pela NASA em seus sites pertinentes ao planeta Marte. Dentre suas alegações, alega ter localizado sinais de vida vegetal na sua superfície, além de outras evidências de ruínas que acredita serem de uma antiga civilização marciana. Ainda 
crê na ideia de estruturas artificiais, às quais afirma serem construções erigidas por alienígenas. Esse tipo de visão, inclusive, é partilhada por outros pesquisadores, como o astrofísico norte-americano Thomas C. Van Flandern, do Observatório Naval dos EUA, já falecido.
Ele e outros pesquisadores há décadas denunciam um suposto acobertamento das principais agências espaciais em relação aos achados em Marte que estariam sendo escondidos da população pela Agência Espacial Norte Americana.  No entanto, essas acusações consideradas conspiratórias, segundo alguns, foram desmistificadas por renomados cientistas que as classificaram de infundadas e desprovidas de qualquer evidência científica. Para Petit são as declarações desses cientistas que não merecem crédito por falta de qualquer base de sustentação, apesar de uma retórica cientificista. Ele costuma citar em suas conferências que os cientistas ou porta vozes das agências espaciais justificam a existência de anomalias na superfície marcianas de acordo com as alegações mais absurdas. Entre elas, a de que o vento, e as tempestades de areia no Planeta Vermelho, ou a erosão por água no passado foram capazes de moldar as estruturas, que aparecem em várias das fotografias da NASA e da Agência Espacial Européia, revelando sinais de artificialidade.
Para seus detratores a vida vegetal em Marte era na verdade resultado de filtros na cor verde utilizados pelos cientistas nas fotografias de Marte; as “ruínas” de uma antiga civilização eram apenas artefatos digitais decorridos durante o processamento das fotografias, e as “construções” erigidas por marcianos eram banais dunas de areia do tipo barcana.  Petit, que é coeditor da mais antiga revista ufológica hoje em circulação no mundo, revela, como outros pesquisadores, que este tipo de alegação é fundamentada na verdade na ideia de que a maioria das pessoas não possuem qualquer forma de conhecimento, o que seria natural, segundo ele próprio, o que facilita algumas vezes a aceitação da palavra oficial não só da NASA, como da Agência Espacial Européia, etc. Essa polêmica esta longe de terminar já que ele não é o único a insistir, que as agências espaciais realmente acobertam descobertas, que estão sendo realizadas, não só em Marte, como em outros pontos de nosso sistema solar.

## Livros
Marco Antonio Petit é autor de diversos livros sobre Ufologia, que abordam diferentes aspectos de suas investigações, incluindo desde a questão da origem extraterrestre da humanidade, suas pesquisas de casos que envolveram os militares brasileiros, até a conexão entre o fenômeno UFO e a Espiritualidade. 
- 1990/2017 - Os Discos Voadores e a Origem da Humanidade, Editora do autor/Editora do Conhecimento;

- 1998 - Terra - Laboratório Biológico Extraterrestre, Editora da Revista UFO;

- 2003 - Contato Final: O Dia do Reencontro, Editora do Conhecimento;

- 2004 - UFOs – Espiritualidade e Reencarnação, Editora do Conhecimento;

- 2006 - OVNIs  Na Serra da Beleza, Editora do Conhecimento;

- 2007 - UFOs: Arquivo Confidencial - Um Mergulho na Ufologia Militar Brasileira, Editora do Conhecimento;

- 2007/2012 - Marte - A Verdade Encoberta, Editora do Conhecimento;

- 2007/2014 - Varginha - Toda a Verdade Revelada, Editora da Revista UFO;

- 2007/2016 - Presença Alienígena na Lua, Editora do Conhecimento;

- 2017 - O Renascimento de um Guardião, Editora do Conhecimento;
- 2019 - UFOs, Data Limite e a Transição Planetária, Editora do Conhecimento.